# NK Belišće
El NK Belisce es un equipo de fútbol de Croacia que juega en la Treća HNL, la tercera división de fútbol en el país.

## Historia
Fue fundado en el año 1919 en la ciudad de Belisce con el nombre BSK y han cambiado de nombre en varias ocasiones, las cuales han sido:
- 1919-25 : BSK
- 1925-39 : BRSK
- 1939-45 : Viktorija
- 1945-60 : FD Proleter
- 1960-hoy : NK Belisce

El nombre del club está relacionado con una fábrica local, por lo que al club se les conoce como Proletarios.
El club jugó por primera vez en la Prva HNL en la temporada 1992/93, la segunda temporada de la liga desde la independencia de Croacia y terminó en decimoquinto lugar entre 16 equipos. El club ha disputado más de 90 partidos en la máxima categoría y han anotado más de 110 goles.